# 能源配给
能源配给（電力領域則是限電）是指當局出台的强制節約能源的措施。由于能源配给會影響经济，所以一國政府一般情況下不會出台能源配給政策，該政策一般是其他政策無效的情況下政府推出的最後手段，而且政府通常是在紧急情况下才會實施該政策，例如能源危機爆發；抑或是發電量无法满足用电高峰；或是基础设施受损后，發電廠的电力供应有限，當局就會出台能源配给政策。這樣做的目的是避免出現停電狀況，因為停電造成的影響比限電還要大。